# قباغلو
قباغلو روستایی از توابع بخش مرکزی در شهرستان سقز است که در استان کردستان ایران قرار دارد.

## جمعیت
این روستا در دهستان تموغه واقع شده و براساس سرشماری سال ۱۳۹۵، جمعیت آن ۱۰۲۴ نفر (۳۰۳ خانوار) بوده‌است.